# 마우스 헌트
《마우스 헌트》(영어: Mouse Hunt)는 1997년에 개봉한 미국의 슬랩스틱 블랙 코미디 영화이다.

## 줄거리
형제는 아버지가 사망하면서 물려받은 낡은 빅토리아 시대풍 저택을 개조해 경매에 부치려한다. 수리 과정에서 형제는 저택에 살던 쥐 한 마리를 발견하고 이를 제거하려 하지만 매우 뛰어난 지능을 지닌 이 쥐는 순순히 사라져줄 생각이 없다.

## 출연
- 네이선 레인 - 어니 스먼츠 역
- 리 에번스 - 라스 스먼츠 역
- 모리 체이킨 - 알렉산더 팔코 역
- 크리스토퍼 워컨 - 시저 역
- 비키 루이스 - 에이프릴 스먼츠 역
- 윌리엄 히키 - 루돌프 스먼츠 역
- 에릭 크리스마스 - 어니와 라스의 변호사 역
- 마이클 지터 - 퀸시 소프 역
- 클리프 에믹 - 매크링클 시장 역
- 데브라 크리스토퍼슨 - 잉그리드 역
- 카밀라 쇠에베르 - 힐더 역
- 이언 애버크롬비 - 경매인 역
- 애너벨 거위치 - 록샌 앳킨스 역
- 에릭 포픽 - 시어도어 플럼 역
- 어니 서벨라 - 모리 역
- 마리오 캔톤 - 젭코 유력자 1 역
- 윌리엄 프랭크파더 - 텍사스 씨 역
- 수잰 크럴 - 종업원 역
- 톰 배리 - 의사 역 (삭제 장면)

## 우리말 녹음
MBC 성우진 (2000년 9월 11일)
- 박지훈 - 어니(네이선 레인)
- 김호성 - 라스(리 에번스)
- 한상혁 - 팔코(모리 체이킨)
- 이도련 - 변호사(에릭 크리스마스)
- 이종오 - 시장(클리프 에믹) / 팔코의 비서(마이클 지터)
- 최상기 - 루돌프(윌리엄 히키) / 의사(피터 그레고리) / 경매 참여자(윌리엄 프랭크파더)
- 김기철 - 경찰(마이클 K. 로스)
- 박선영 - 에이프릴(비키 루이스)
- 송준석 - 시저(크리스토퍼 워컨)
- 이상범 - 기업인(마리오 캔톤) / 고양이 보호소 직원(어니 서벨라)
- 이자옥 - 잉그리드(데브라 크리스토퍼슨) / 시장의 아내(멜러니 매퀸)
- 채의진 - 힐더(카밀라 쇠에베르) / 식당 종업원(수잰 크럴) / 기자(레슬리 업슨)
- 최한 - 기업인(피터 앤서니 로카) / 은행 직원(에릭 포픽)

SBS 성우진 (2004년 1월 21일)
- 설영범 - 어니 스먼츠(네이선 레인)
- 김승준 - 라스 스먼츠(리 에번스)
- 문지현 - 에이프릴(비키 루이스)
- 박상일 - 팔코(모리 체이킨)
- 김준 - 시저(크리스토퍼 워컨)
- 김정경 - 루돌프(윌리엄 히키)
- 탁원제 - 어니와 라스의 변호사(에릭 크리스마스)
- 김순영 - 잉그리드(데브라 크리스토퍼슨) / 시장의 아내(멜러니 매퀸) / 식당 종업원(수잰 크럴)
- 김소형 - 동물 보호소 직원(어니 서벨라) / 경매 참여자(윌리엄 프랭크파더) / 시장(클리프 에믹)
- 안장혁 - 팔코의 비서(마이클 지터) / 경찰(마이클 K. 로스)
- 엄태국 - 기업인(피터 앤서니 로카) / 의사(피터 그레고리)
- 김용준 - 기업인(마리오 캔톤) / 은행 직원(에릭 포픽)
- 오주연 - 힐더(카밀라 쇠에베르) / 기자(레슬리 업슨)